# Familles de polymères
Pour un non-spécialiste, un « plastique » désigne une matière de substitution bon marché et relativement fragile. Cependant il existe plusieurs milliers de matières plastiques, avec des caractéristiques physico-chimiques et mécaniques propres. Certaines, de très haut de gamme, dites « techniques », peuvent concurrencer les matériaux tels le verre ou certains métaux.

## Familles depolymères

### Polymèresthermoplastiques
| Code ISO 1043 | Désignation commerciale                                                        | Famille et/ou désignation chimique                                      |
| ------------- | ------------------------------------------------------------------------------ | ----------------------------------------------------------------------- |
| ABS           | Ugikral, Terluran                                                              | Styrénique : acrylonitrile butadiène styrène                            |
| AMMA          |                                                                                | Acrylonitrile méthylméthacrylate                                        |
| CA            | Cellidor A, Cellon, Trialithe                                                  | Cellulosique : acétate de cellulose                                     |
| ETFE          | Hostaflon, Tefzel                                                              | Fluoré : copolymère éthylène tétrafluoroéthylène                        |
| EVA, EVM      |                                                                                | Copolymère éthylène-acétate de vinyle                                   |
| EVAL, EVOH    |                                                                                | Copolymère éthylène-alcool vinylique                                    |
| MBS           |                                                                                | Méthylméthacrylate butadiène styrène                                    |
| MC            |                                                                                | Méthylcellulose                                                         |
| PA            | Nylon, Eratlon, Nylatron, Rilsan, Grilamid, Ultramid, Zytel, Vestamid, Technyl | Polyamides (PA 6-6, PA 6, PA 11, PA 12, PA 4-6, PA 6-10, PA 6-12, etc.) |
| PAI           | Torlon                                                                         | Polyamide-imide                                                         |
| PBT           | Ultradur                                                                       | Polyester saturé : poly(téréphtalate de butylène)                       |
| PC            | Lexan, Makrolon, Axxis                                                         | Polycarbonate                                                           |
| PE            | Cestilène, Cesticolor, Céstidur, Cestilite, Cestitech 7000, Tyvek              | Polyoléfine : polyéthylène (basse ou haute densité)                     |
| PEC           |                                                                                | Polyester carbonate                                                     |
| PEEK          | Victrex, Série L, Ketron                                                       | polyétheréthercétone                                                    |
| PEK           |                                                                                | Polyéthercétone                                                         |
| PEN           |                                                                                | Poly(naphtalate d'éthylène)                                             |
| PES           | Ultrason E                                                                     | Polyéthersulfone                                                        |
| PET           | Ertalyte, Ertalyte TX                                                          | Polyester saturé : poly(téréphtalate d'éthylène)                        |
| PFA           |                                                                                | Fluoré : perfluoroalkoxy (copolymère)                                   |
| PI            | Vespel, Kapton (film)                                                          | Polyimide                                                               |
| PK            |                                                                                | Polycétone                                                              |
| PMMA          | Altuglas, Oroglas, Lucite, Plexiglas, Perspex                                  | Polyméthacrylique : poly(méthacrylate de méthyle)                       |
| PMP           | TPX                                                                            | Polyoléfine : polyméthylpentène                                         |
| POM           | Eracétal, Ultraform, Delrin                                                    | Polyacétal : polyoxyméthylène                                           |
| PP            | Hostalen PP, Vestalen, Trovidur PP                                             | Polyoléfine : polypropylène                                             |
| PPO           |                                                                                | Polyéther aromatique : poly(oxyde de phénylène). Voir aussi Noryl.      |
| PS            | Hostapor, Lacqrène                                                             | Styrénique : polystyrène                                                |
| PTFE          | Fluon, Hostaflon, Téflon                                                       | Fluoré : polytétrafluoroéthylène (polymère technique)                   |
| PVC           | Hostalit, Lucovyl, Vestolit, Vinnol                                            | Vinylique : poly(chlorure de vinyle)                                    |
| PVDF          | Floraflon, Kynar, Solef                                                        | Fluoré : poly(fluorure de vinylidène)                                   |

### Polymèresthermodurcissables
| Code ISO 1043-1                                       | Désignation commerciale                                                     | Famille et/ou désignation chimique  |
| ----------------------------------------------------- | --------------------------------------------------------------------------- | ----------------------------------- |
| EP                                                    | Araldite, Devcon, Epikote, Epotek                                           | Époxyde                             |
| MF                                                    | Formica                                                                     | Aminoplaste : mélamine-formaldéhyde |
| PF                                                    | Bakélite, toile bakélisée (Celoron), papier bakélisé, bois bakélisé, Tufnol | Phénoplaste : phénol-formaldéhyde   |
| PUR (sigle générique : polymère linéaire ou réticulé) | Baydur, Bayflex, Baygal, Élasthanne, Lycra, Spandex                         | Polyuréthane                        |
| UF                                                    |                                                                             | Aminoplaste : urée-formaldéhyde     |
| UP                                                    |                                                                             | Polyester insaturé                  |